# Luigi Rizzo (F 595)
Luigi Rizzo (F 595) je víceúčelová fregata Italského námořnictva, která je v aktivní službě od roku 2017. Jedná se o jednotku italské třídy Carlo Bergamini.

## Stavba lodi a služba
Dne 9. prosince 2015 se v loděnici Fincantieri v Riva Trigoso konalo slavnostní spuštění lodi na vodu. Luigi Rizzo byla přijata do služby 20. dubna 2017.
Dne 5. března 2021 se fregata Luigi Rizzo plavila po boku americké letadlové lodi USS Dwight D. Eisenhower (CVN-69) při průjezdu Gibraltarským průlivem.

## Výzbroj
Luigi Rizzo je vyzbrojena jedním 127mm lodním kanónem Otobreda, jedním 76mm lodním kanónem OTO Melara, osmi jednonásobnými vypouštěcími zařízeními pro osm protilodních střel Teseo Mk 2 a jedním šestnáctinásobným vertikálním vypouštěcím zařízením Sylver A50 pro protiletadlové řízené střely Aster 15 nebo Aster 30. Dále je loď vybavena dvěma dálkově ovládanými 25mm automatickými kanóny Oerlikon KBA a dvěma trojitými torpédomety B-515/3 pro 324mm torpéda MU90 Impact.

## Galerie

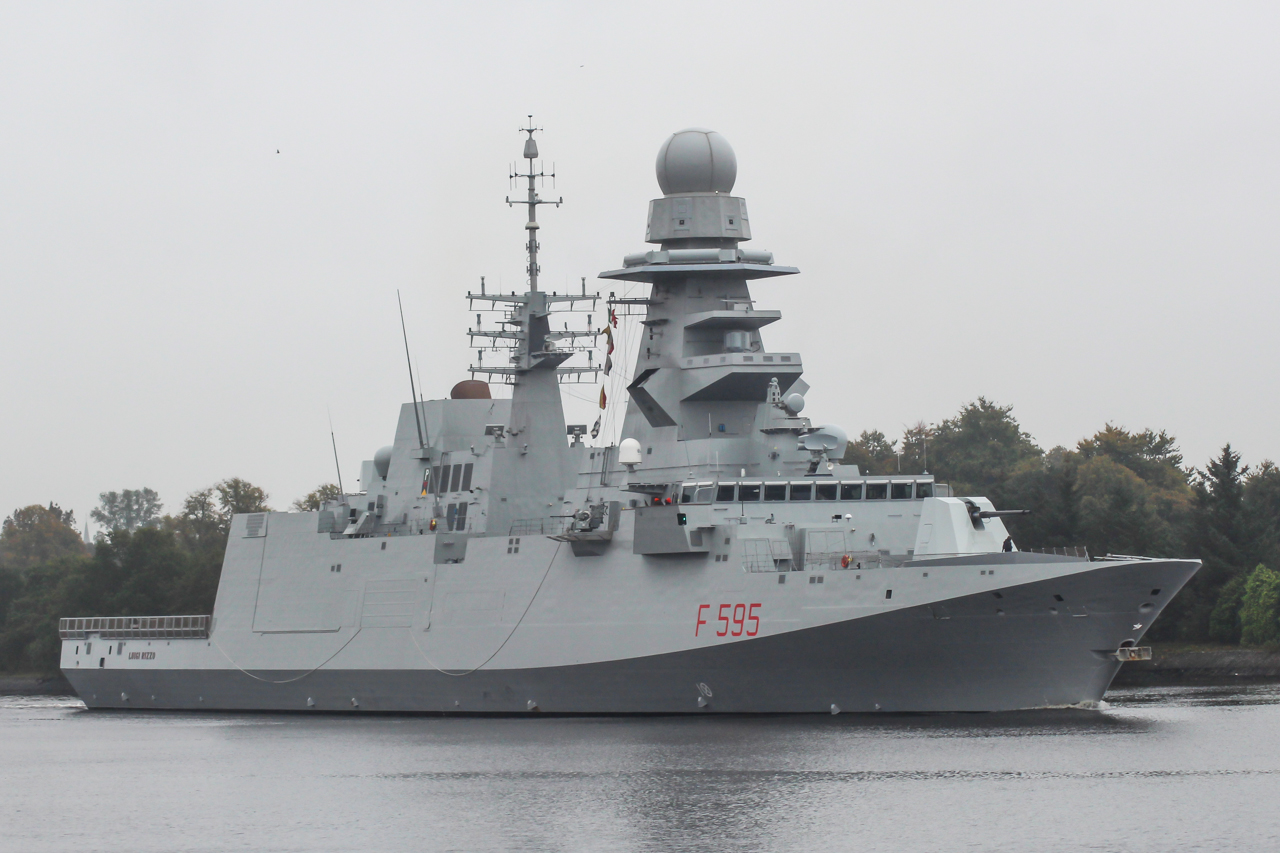
Luigi Rizzo ve skotském přístavu Glasgow
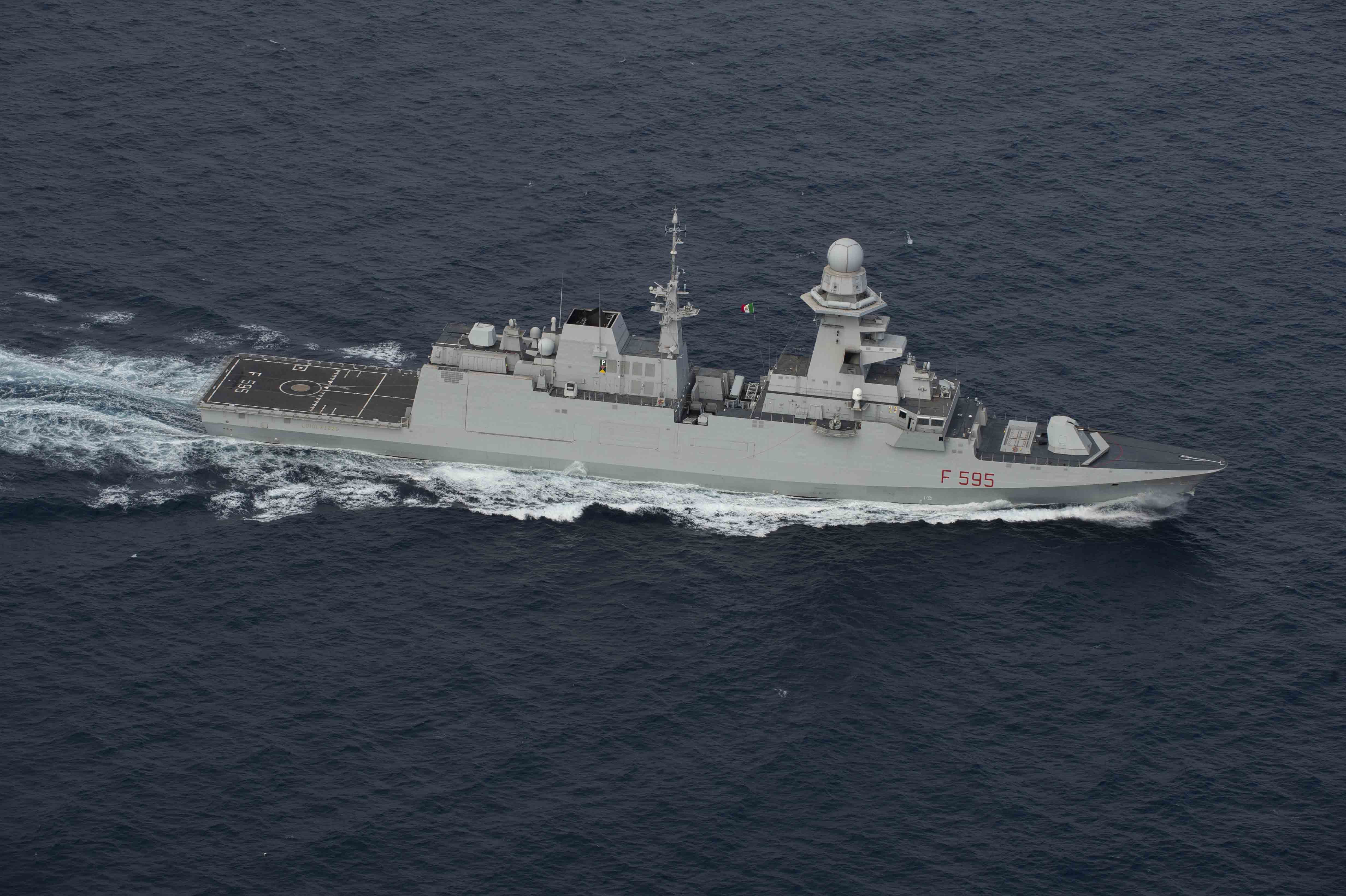
Fregata Luigi Rizzo (F 595) v Atlantiku v roce 2021
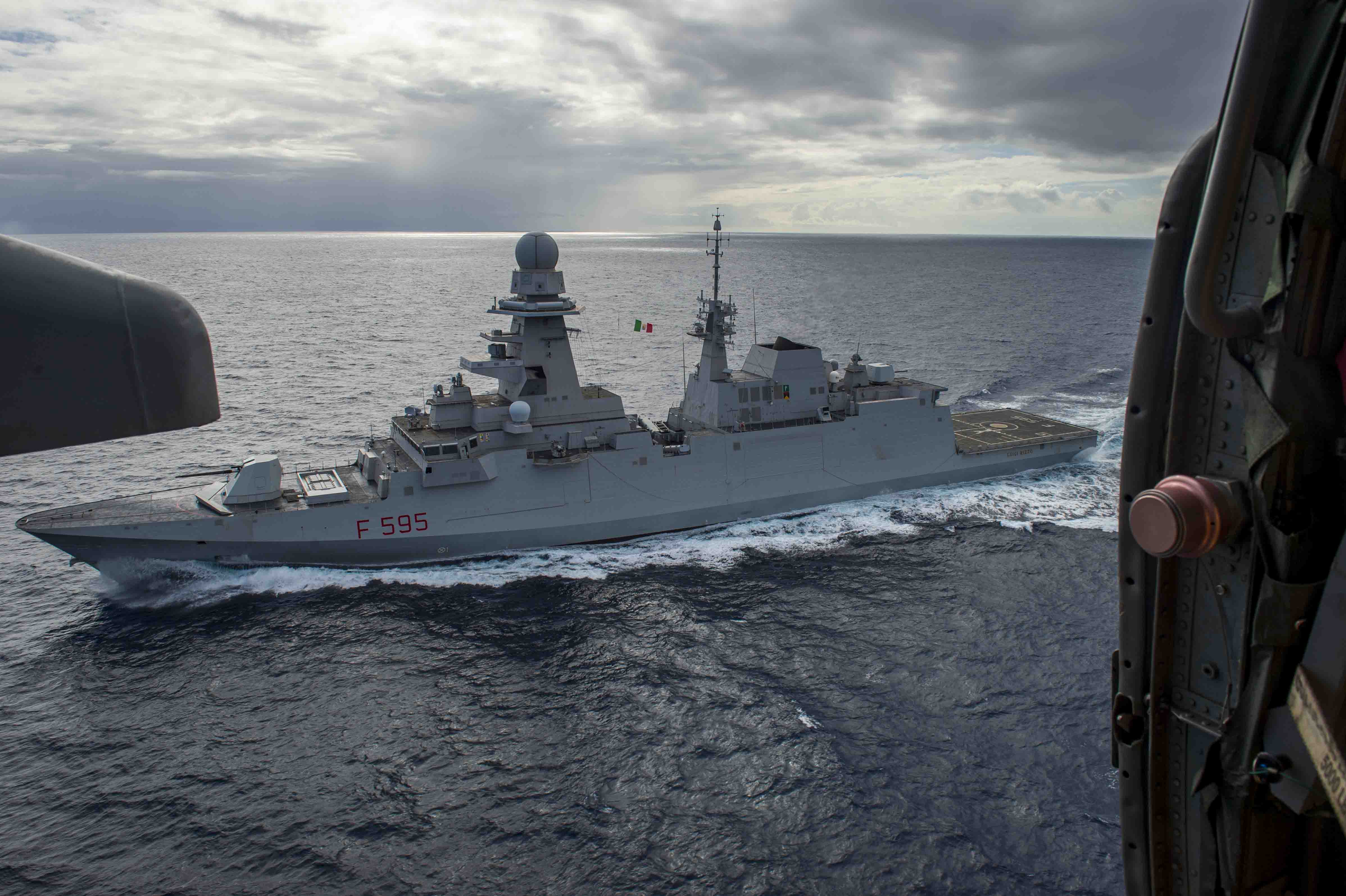
Loď Luigi Rizzo v Atlantiku